# Un tesoro en el cielo
Un tesoro en el cielo es una película española de drama estrenada en 1957, dirigida por Miquel Iglesias Bonns y protagonizada en el papel principal por Alberto Closas.
Por su papel en la película, Alberto Closas recibió en 1957 el Fotograma de Plata al mejor intérprete del cine español.

## Sinopsis
Ernesto Aguilar, ante la inminente muerte de su mujer Isabel en el parto, completamente desesperado, promete a Dios entregar a los necesitados todo lo que posee si ella y el bebé se salvan. Los problemas surgen cuando, tras intentar no cumplir el juramento, cada percance que sufre le hace creer que Dios le castiga y, aterrorizado, acaba regalando todos sus bienes (dinero, su empresa, su casa, etc.). Por supuesto, ni su mujer ni su suegro, ni nadie, salvo un sacerdote, le entienden. Y le llevan a juicio acusándole de haber perdido la razón.

## Reparto
- Alberto Closas - Ernesto Aguilar
- Susanne Lévesy - Isabel
- Luis Orduña - Fernando, padre de Isabel
- Emilio Fábregas - Funcionario de la Maternidad
- Carlos Mendy - Antonio
- Ramón Martori - Fiscal
- Felipe Peña - Julio
- Erasmo Pascual - Sacerdote coadjutor
- Luis Villasiul - Juez
- Ángela Liaño - Madre de Isabel
- José Luis Barcelona - Empleado
- Carles Lloret - Abogado defensor
- Mercedes Monterrey - Mujer de Antonio
- Joan Capri - Psiquiatra